# 13743 Rivkin
13743 Rivkin è un asteroide della fascia principale. Scoperto nel 1998, presenta un'orbita caratterizzata da un semiasse maggiore pari a 2,2416949 UA e da un'eccentricità di 0,1429738, inclinata di 4,90433° rispetto all'eclittica.